# Stauntonia pseudomaculata
Stauntonia pseudomaculata là một loài thực vật có hoa trong họ Lardizabalaceae. Loài này được C.Y. Wu & S.H. Huang miêu tả khoa học đầu tiên năm 1979.